# Barefoot Contessa
Barefoot Contessa é um programa de culinária que estreou em 30 de Novembro de 2002 na rede de televisão Food Network. Este show popular é apresentado pela famosa chef Ina Garten. Cada episódio apresenta pratos montados por Garten de complexidade variável. Embora sua especialidade é cozinha francesa, ela ocasionalmente prepara pratos americanos, asiáticos, alimentos britânicos e italianos. Seu show também dá dicas sobre decoração e entretenimento.

## Prémios e nomeações
| Ano  | Prémio              | Categoria                           | Nomeado           | Resultado |
| ---- | ------------------- | ----------------------------------- | ----------------- | --------- |
| 2005 | Daytime Emmy Awards | Outstanding Service Show            | Barefoot Contessa | Indicado  |
| 2007 | Daytime Emmy Awards | Outstanding Lifestyle Program       | Barefoot Contessa | Indicado  |
| 2008 | Daytime Emmy Awards | Outstanding Lifestyle Host          | Ina Garten        | Indicado  |
| 2009 | Daytime Emmy Awards | Outstanding Culinary Program        | Barefoot Contessa | Indicado  |
| 2009 | Daytime Emmy Awards | Outstanding Lifestyle/Culinary Host | Ina Garten        | Venceu    |
| 2010 | Daytime Emmy Awards | Outstanding Lifestyle/Culinary Host | Ina Garten        | Venceu    |